# Secwepemc

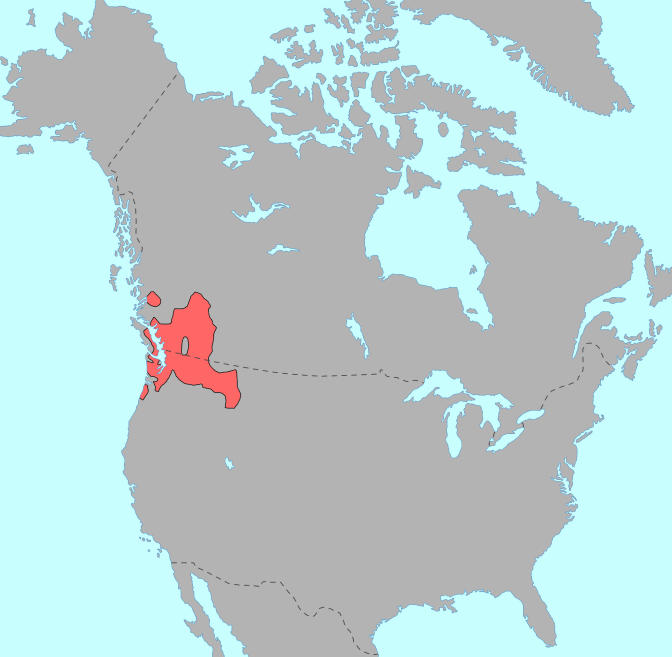
Verbreitung der Salish-Sprachen

Secwepemc (‘People of the spread out place’ oder ‘scattered People’, korrekte Aussprache: “Shuh-kwehp-im”, auch: „Suh-Wep-muh“’ oder „She-whep-m“, im Englischen jedoch meist: „Se-KWEP-muk“), besser bekannt als Shuswap sind eine Stammesgruppe von 17 First Nations im Süden der kanadischen Provinz British Columbia. Ihr traditionelles Stammesgebiet umfasste ca. 145.000 km² und erstreckte sich zu Beginn des 18. Jahrhunderts vom Columbia River Valley am Osthang der Rocky Mountains bis zum Fraser River im Westen und vom Oberen Fraser River im Norden bis zum Upper und Lower Arrow Lake im Süden. Das gemeinsam bewohnte Stammesgebiet wurde Secwepemcúlecw („Secwepemc Land“) genannt und wurde laut Überlieferung seit über 10.000 Jahren bewohnt. Die nordöstlich und östlich von ihnen wohnenden Cree bezeichneten die Secwepemc als Siwap Wi Iniwak – ‘Liebreizendes, freundliches Volk’.
Sprachlich gehören sie zusammen mit den Upper und Lower St'at'imc (früher: Lillooet genannt), Nlaka'pamux (Nłeʔkepmxc) („Canyon Volk“, früher: Thompson (River) Salish/Indians genannt) und Okanagan zur Gruppe der Nördlichen Binnen-Salish, die sich, anders als die Küsten-Salish, den häufig trockeneren und gebirgigen Landschaften der Hochebenen des Fraser River, Thompson River sowie Columbia River anpassen mussten und somit kulturell zum Kulturareal des Plateau zählen.
Man darf die „Secwepemc (Shuswap)“ Stammesgruppe nicht gleichsetzen mit der Shuswap Indian Band (Kenpesq't), da diese nur eine der 17 First Nations (politische Nachfolger der Hausgruppen) bildet, und mit dem Namen „Secwepemc (Shuswap)“ alle 17 Hausgruppen bezeichnet werden.

## Sprache
Ihre Sprache, das Secwepemctsín („Sprache der Secwepemc“) bzw. Shuswap, zählt zu den Nördlichen Binnen-Salish-Sprachen und besteht aus 43 Konsonanten und 5 Vokalen, zudem sind viele Laute des „Secwepemctsín (Shuswap)“ in der englischen Sprache nicht zu finden. Heute gibt es zwei regionale Dialekte, einen östlichen und westlichen Dialekt – es gab jedoch laut Überlieferung der „Secwepemc (Shuswap)“ einen weiteren dritten regionalen Dialekt (vermutlich gesprochen von der Cañon Division bzw. Canyon Shuswap, die jedoch während der Pockenepidemie von 1862 fast vollkommen ausgelöscht wurden). Die Bedeutung und Aussprache einzelner Wörter variiert in Secwepemcúlecw daher je nach Dialekt.

## Hausgruppen der Secwepemc (Shuswap)
Die „Secwepemc (Shuswap)“ bildeten eine lose politische Allianz von circa 35 Hausgruppen (Siedlungsgruppen), die die Nutzung des Landes und dessen Ressourcen regulierte und das gemeinsam bewohnte Gebiet – Secwepemculecw – vor Feinden schützte. Obwohl die einzelnen Hausgruppen (Siedlungsgruppen) getrennt voneinander lebten und unabhängig waren, verband sie die gemeinsame Sprache – Secwepemctsín – sowie ähnliche Kultur sowie Glaubenssystem miteinander. Diese Hausgruppen (Siedlungsgruppen) waren regional wiederum in mehrere regionale Gruppen unterteilt:
- Cañon Division (Canyon Shuswap) (lebten westlich des Fraser River, von Churn Creek bis jenseits von Riske Creek; Eigenbezeichnung: Setlemuk, Setlomuk, Sétlhemx; bestehend aus folgenden Hausgruppen: Riskie Creek, North Canyon, South Canyon, Chilcotin Mouth. Die Pockenepidemie von 1862 löschte fast alle Canyon Shuswap aus und die Überlebenden schlossen sich der „Alkali Lake Band (Esketemc)“ an.)
- Shuswap Lake Division (Shuswap Lake Shuswap) (lebten entlang des  Upper South Thompson River, Shuswap Lake und des Spallumcheen River; Eigenbezeichnung: Skstellnemuk, Sxstélenemx bzw. Sexqéltkemc - „Volk der Seen“; bestehend aus folgenden Hausgruppen: South Thompson, Adams Lake (Sexqeltqin), Shuswap Lake, Spallumcheen, Arrow Lake.)
- Lake Division (Lake Shuswap) (lebten im Inneren auf der Hochebene zwischen dem Fraser River und North Thompson River; Eigenbezeichnung: Stietamuk bzw. Styétemx - „Volk im Landesinnern“; bestehend aus folgenden Hausgruppen: La Hache Band (Hatli'nten), Green Timber/Green Lake (Te'lzenten), Canim Lake (Tsq'escen'). Auf Grund der Seuchen in den 1800er schlossen sich die Überlebenden der „Green Timber Band“ der „Canim Lake (Tsq'escen') Band“ und die Überlebenden der „La Hache Band (Hatli'nten)“ der „Williams Lake Band (T’exelcemc)“ an.)
- Kamloops Division (Kamloops Shuswap) (lebten in der Region um Kamloops und Savona; Eigenbezeichnung: Stkamlulepsemuk; bestehend aus folgenden Hausgruppen: Savona/Deadman's Creek (Skeetchestn), Kamloops (Stkamluleps bzw. Tk̓emlups).)
- Fraser River Division (Fraser River Shuswap) (lebten im Fraser River Valley von High Bar bis zu Soda Creek sowie rund um Clinton; Eigenbezeichnung: Stlemhulehamuk; bestehend aus folgenden Hausgruppen: Soda Creek, Buckskin Creek, Williams Lake (T’exelcemc bzw. Peltcoktcotci'tcen) bzw. Sugar Cane, Alkali Lake (Esketemc), Dog Creek, Canoe Creek, Empire Valley, Big Bar, High Bar (Llenlleney'ten), Clinton.)
- North Thompson Division (North Thompson Shuswap) (lebten in der North Thompson Region; Eigenbezeichnung: Tekkakalt bzw. Tqéqeltkemx; bestehend aus folgenden Hausgruppen: Upper North Thompson, Lower North Thompson, Kinbasket (Kenpésqt oder Kenpesq't). Die Kinbasket/Kenpésqt sind eine Splittergruppe der Upper North Thompson und Shuswap Lake Division und werden heute „Shuswap Band Kenpesq't“ genannt.)
- Bonaparte Division (Bonaparte River Shuswap) (lebten im Tal des Bonaparte River bis in die Nähe von Ashcroft am Hauptlauf des Thompson River, Cache Creek, Loon Lake, dem unteren Teil des Hat Creek, sowie im Marble Canyon beiderseits des Fraser River bis nach Pavilion; Eigenbezeichnung: Zaktcinemuk bzw. Sexcinemx; bestehend aus folgenden Hausgruppen: Pavilion (Ts'kw'aylaxw), Bonaparte River (Stuctwesecm - „Volk von Stuctuws“), und Thompson River (Snekwaˀetkwemx), Letztere verlor im späten 19. Jahrhundert auf Grund Kriegen und Seuchen ihre separate Identität.)

## Heutige First Nations der Secwepemc (Shuswap)
Heute werden die überlebenden 17 Hausgruppen (Siedlungsgruppen) durch zwei Stammesräte (Tribal Councils) politisch und kulturell gegenüber der Provinz British Columbia und der Regierung von Kanada vertreten:
Das Northern Shuswap Tribal Council (NSTC) bzw. Northern Secwepemc te Qelmucw (NStQ) (Aussprache: “Shuh-kwehp-im kel-mooh-k”) ist der Stammesrat von vier Secwepemc First Nations rund um das Gebiet des Williams Lake, die politisch auch Gemeinden mit Nachfahren durch Seuchen und Kriege dezimierter einstiger Hausgruppen vertreten; in den Vertragsverhandlungen mit der Provinz British Columbia tritt der Stammesrat auch als Cariboo Tribal Council auf:
- Canim Lake Band[4] (Eigenbezeichnung: Tsq'escenemc - „Volk des Tsq'escen, d. h. des gebrochenen Gesteins/Gerölls“, oft kurz Tsq'escen - „gebrochenes Gestein/Geröll“ genannt; die heute übliche Bezeichnung als Canim Lake/Kenim Lake Band ist die Chinook-Wawa-Bezeichnung für eine Art großes Kanu das als Canim/Kenim bezeichnet wurde; ihr Territorium umfasste den Canim Lake, entlang des Canim River im Cariboo Regional District; Reservate: Canim Lake #1 - 6, ca. 21 km², Population Stand 12/21: 607)[5]
- Xat'sull First Nation[6] (Eigenbezeichnung: Xatśūll Cmetem' , früher Soda Creek/Deep Creek Band genannt; auf Grund der Pockenepidemie von 1862 und Kriegen schlossen sich die vormals eigenständigen Hausgruppen der „Xatśūll (Soda Creek)“, der „Cmetem' (Deep Creek)“ und der „Tcuxkexwa'nk (Buckskin Band)“ zur heutigen First Nation zusammen; Reservate: Soda Creek #1, Deep Creek #2, ca. 21 km², Population: 383)
  - Xat'sull (Eigenbezeichnung: Xatśūll, Aussprache: “Hat-shall” - „Volk auf der Klippe, wo das sprudelnde Wasser hervortritt, d. h. von Soda Creek“, früher Soda Creek Indian Band genannt; nördlichste Secwepemc-Hausgruppe, lebten von den Coast Mountains im Westen bis zu den Rocky Mountains im Osten; Reservat: Soda Creek #1)
  - Cmetem' (früher: Deep Creek Band; Reservat: Deep Creek #2)
  - Tcuxkexwa'nk (Buckskin Band; lebten westlich des Fraser River; heute bewohnen ihre Nachfahren die beiden Reservate der Xat'sull First Nation)[7]
- Williams Lake Indian Band[8] (ursprüngliche Eigenbezeichnung Peltcoktcotci'tcen, heutige Eigenbezeichnung: T'exelcemc - „Volk von T'exelc, d. h. vom Williams Lake“ bzw. kurz T'exelc - „Williams Lake“, der See und die First Nation sind nach dem Kukpi7 (Häuptling) namens „Will-Yum / William“ benannt, dessen Rat die Secwepemc daran hinderte, sich dem Tsilhqot'in-Krieg anzuschließen, das Gebiet rund um den Williams Lake wurde Columneetza - „Treffpunkt“ genannt)[9] (Reservate: Asahal Lake #2, Carpenter Mountain #15, Chimney Creek #5, Five Mile #3, James Louie #3A, San Jose #6, Tillion #4, Williams Lake #1, ca. 19 km², Population: 666)
- Stswecem'c Xgat'tem First Nation[10] (früher Canoe Creek Band/Dog Creek Indian Band genannt, aufgrund großer Verluste durch die Pocken schlossen sich ca. 1800 zwei vormals eigenständigen Hausgruppen zur Canoe Creek Band zusammen, deren heutige beiden Siedlungen liegen südwestlich von Williams Lake im Canoe Creek bzw. Dog Creek Valley entlang des östlichen Ufers des Fraser River, Reservate: ca. 56 km², Population: 703)[11]
  - Canoe Creek Band (Eigenbezeichnung: Stswecem'c, bewohnen die Siedlung Canoe Creek) (Reservate: Canoe Creek #1 - 3, Copper Johnny Meadow #8, Fish Lake #5, Spilmouse #4, Tinmusket #5A, Tobey Lake #6)
  - Dog Creek Indian Band (Eigenbezeichnung: Xgat'tem, ihre Siedlung Dog Creek ist der gemeinsame Verwaltungssitz) (Reservate: Dog Creek #1 - 4)
  - Empire Valley Band (ursprünglich zwei Hausgruppen mit den Eigenbezeichnungen: Tcexwe'ptem und Komenka'ksxen, lebten südlich von Churn Creek, hatten ihre Winterlager entlang des Lone Cabin Creek und im Empire Valley, viele wurden 1825 durch einen Kriegstrupp der St'at'imc (Lilloet) umgebracht oder starben 1862 durch die Pocken, die Überlebenden schlossen sich der „Canoe Creek Band“ an)[12]

zudem werden vom Northern Shuswap Tribal Council (NSTC) die Überlebenden der meist durch Pocken und andere Seuchen dezimierten vormaligen Hausgruppen vertreten:
- Buckskin Band (Eigenbezeichnung: Tcuxkexwa'nk; heute Teil der „Xat'sull First Nation (Xatśūll Cmetem')“)
- Empire Valley Band (ursprünglich zwei Hausgruppen mit den Eigenbezeichnungen: Tcexwe'ptem und Komenka'ksxen; heute Teil der „Stswecem'c Xgat'tem First Nation“)
- Farwell Canyon Band (ursprünglich zwei Hausgruppen mit den Eigenbezeichnungen: Se'tlemux und S'nhaxala'us)
- Williams Lake Band (Eigenbezeichnung: Peltcoktcotci'tcen; heute Teil der , heute: T’exelcemc)
- Lac la Hache (Eigenbezeichnung: Hatli'nten; heute Teil der „Williams Lake Band (T’exelcemc)“)
- Upper Bonaparte Band (Eigenbezeichnung: Pelstsokomu's)
- Chilcotin Mouth Band (Eigenbezeichnung: Texhoilu'ps)
- Riske Creek Band (ursprünglich zwei Hausgruppen mit den Eigenbezeichnungen: Peq und Sulta'tkwa; heute Teil der „Alkali Lake Band (Esketemc)“)
- Doc English Bluff Band (Eigenbezeichnung: Oxtseta'ks)
- Green Lake/Green Timber Band (Eigenbezeichnung: Te'lzenten; heute Teil der „Canim Lake (Tsq'escen') Band“)

Das Shuswap Nation Tribal Council (SNTC) vertritt folgende unabhängige Secwepemc-First Nations:
- Adams Lake Indian Band (Eigenbezeichnung: Sexqeltqin oder Cstelnec)[15] lebten entlang der Ufer des Adams Lake, einem Gebiet, das sie als ‘Cstelen’ bezeichneten, daher wurden sie auch Cstelnec - ‘Volk des Adams Lake Gebietes’ genannt- ihr Gebiet erstreckte sich vom heutigen Chase bis zum Tum Tum Lake, waren die bedeutendste Gruppe der Sexqéltkemc - ‘Volk der Seen’ oder ‘Lakes Division’, heute bewohnen sie sieben Reservate entlang der Ufer des Adams, Little Shuswap und Shuswap Lake)[16] (Reservate: Hustalen #1, Sahhaltkum #4, Squaam #2, Stequmwhulpa #5, Switsemalph #6 - 7, Toops #3, ca. 29 km², Population: 734)
- Tk’emlúps Indian Band[17] (Eigenbezeichnung: Tk'emlúpsemc - „Volk am Zusammenfluss [des North Thompson River und des South Thompson River]“ und heute Tk'emlúps te Secwe̓pemc - „Secwe̓pemc am Zusammenfluss [des North Thompson River und des South Thompson River]“, früher „Kamloops Indian Band“ genannt, wurden wegen ihrer wirtschaftlichen sowie militärischen Macht als Secwepemc7uwi - „die wahren Secwepemc“ bezeichnet) (Reservate: Kamloops #1 - 5, Hihium Lake #6,[18] ca. 135 km², Population: 1.000)
- Shuswap Indian Band (Tsqwatstens-kucw ne Casliken - ‘Volk zwischen zwei Gebirgszügen’, gehörten zu den Sexqéltkemc - ‘Volk der Seen’ oder ‘Lakes Division’, ein Teil der Shuswap Indian Band, die ‘Kinbasket Shuswap Band’,[19] zog in das Upper Columbia River Valley, dort verbündeten sie sich mit den Stoney sowie Kutenai, mit Letzteren sie viele Mischehen eingingen und wurden als Kyaknuqⱡiʔit/Kisamni Teil der Kutenai)[20][21] (Reservate: St. Mary's #1A, Shuswap, ca. 12 km², Population: 239)
- Little Shuswap Indian Band (Skwlax oder Squilax - ‘Schwarzer Bär’[22], leb(t)en entlang des östlichen Ufers des Little Shuswap Lake, des westlichen und nördlichen Ufers des Big Shuswap Lake sowie entlang des Adams River und Little River, Hauptsiedlung war Kuaut (oder ‘Kualt’) am Little Shuswap Lake, gehörten zu den Sexqéltkemc - ‘Volk der Seen’ oder ‘Lakes Division’) (Reservate: Chum Creek #2, Meadow Creek #3, North Bay #5, Quaaout #1, Scotch Creek #4, ca. 31 km², Population: 322)
- Neskonlith Indian Band (Neskonlith, gehörten zu den Sexqéltkemc - ‘Volk der Seen’ oder ‘Lakes Division’)[23] (Reservate: Neskonlith #1 - 2, Switsemalph #3, ca. 27 km², Population: 614)
- Skeetchestn Indian Band (‘Deadman's Creek band’ genannt)[24] (lebten an beiden Ufern des Kamloops Lake sowie beiderseits des Thompson River)(Reservate: Hihium Lake #6A, 6B, Marshy Lake #1, Skeetchestn, ca. 80 km², Population: 498)
- Splats'in First Nation (Spallumcheen Indian Band)[25][26] (waren die südlichste Stammesgruppe der Secwepemc, deren Territorium sich von der Grenze British Columbia/Alberta nahe dem Yellowhead Pass bis zum Plateau westlich des Fraser River sowie südöstlich bis zum Arrow Lake und dem Oberlauf des Columbia River erstreckte, der Shuswap River stellte die Haupttransportroute für Güter und Personen dar, gehörten zu den Sexqéltkemc - ‘Volk der Seen’ oder ‘Lakes Division’) (Reservate: Salmon River #1, Enderby #2, Sicamous #3, ca. 39 km², Population: 791)
- Bonaparte Indian Band (St'uxwtéws oder Stuctwewsemc)[27] (bewohnten das Bonaparte Plateau zwischen dem Bonaparte River (in Secwepcemts Kluhtows - ‘steiniger, mit Kies bedeckter Fluss’) im Norden und Westen, und dem Thompson River im Osten und Süden) (Reservate: Bonaparte #3, Grasslands #7, Hihium Lake #6, 6A, 6B, Loon Lake #4, Lower Hat Creek #2, Mauvais Rocher #5, Upper Hat Creek #1, ca. 19 km², Population: 838)[28]
- Whispering Pines / Clinton Indian Band (früher ‘Clinton Indian Band’ genannt, Pellt'iq't - ‘Volk der weißen Erde’)[29] (Reservate: Kelly Creek #3, Whispering Pines #4, Clinton #1, #3, #5 - 6, wobei Clinton #5 - 6 traditionelle Gräberfelder umfassen, ca. 5 km², Population: 139)[30]
- Simpcw First Nation (früher ‘North Thompson Indian Band’ genannt)[31] (ihr Territorium in der North Thompson River Region umfasste ca. 5.000.000 Ha, und erstreckte sich nördlich von McLure bis zum Quellgebiet des Fraser River nahe McBride, weiter bis nach Tête Jaune Cache, hinüber nach Jasper und südlich bis zum Quellgebiet des Athabasca River) (Reservate: Barriere River #3A, Boulder Creek #5, Louis Creek #4, Nekalliston #2, North Thompson #1, ca. 15 km², Population: 652)

Das Lillooet (St'át'timc) Tribal Council und St'át'timc Chiefs Council vertritt die:
- Ts'Kw'aylaxw First Nation (Lillooet-Version des Secwepemctsín-Wortes Tsk'wéylecw - ‘Frost’, früher ‘Pavilion Indian Band’, gehören sowohl den Secwepemc als auch den St'at'imc an)[32] (Reservate: Leon Creek #2, 2A, Marble Canyon #3, Pavilion #1, 1A, 3A, 4, Ts'kw'aylaxw #5, ca. 21 km², Population: 532) - zählen heute politisch zu den Upper St'at'imc

Nicht zugehörige Hausgruppen sind die folgenden Secwepemc-First Nations:
- Esketemc First Nation (heute leben in 19 Reservaten entlang des Fraser River südwestlich von Williams Lake die Nachkommen mehrerer Hausgruppen, die die Pockenepidemie 1862–1863 überlebten, ihre Verwaltung ist im Reservat #1 Esk'et am Alkali Lake, ca. 50 km von Williams Lake östlich des Fraser River)[33] (Reservate: Alixton #5, Alkali Lake #1, 1A, Cludolicum #9, 9A, Isadore Harry #12, Johny Sticks #2, Little Springs #8, 18, Loon Lake #10, Old Clemens #16, Pete Suckers #13, Roper's Meadow #14, Sampson's Meadow #11, 11A, Sandy Harry #4, Swan Lake #3, Windy Mouth #7, Wycott's Flat #6, ca. 39 km², Population: 813)
  - Alkali Lake Indian Band (früher Slemxulucemc - ‘Fluss-Volk’ genannt) lebten beiderseits des Fraser River im heutigen Cariboo Regional District, nach Umsiedlung an den Alkali Lake als 'Alkali Lake Indian Band' bezeichnet, daher auch der heutige Name Esketemc - ‘People of the white ground’[34]
  - Chilcotin Mouth Band (Texhoilu'ps, enge Verbündete der Esketemc, hatten oft gemeinsame Winterlager und heirateten untereinander, schlossen sich daher der Alkali Lake Indian Band nach der Pockenepidemie an)
- High Bar First Nation (waren zusammen mit den Esketemc auch als ‘Canyon Shuswap’ bekannt, waren unter den familiär verbündeten Tsilhqot'in als Llenlleney'ten bekannt) (Reservate: High Bar #1, 1A, 2, ca. 15 km², Population: 79)[35]

## Geschichte

### Frühgeschichte, traditionelle Lebensweise
In der Mythologie stand am Anfang ein Mann, der einfach „der Alte“ (Old One) genannt wurde. Man glaubte, die Welt sei am Anfang sehr klein gewesen, doch sei sie gewachsen. Die Vorfahren der Secwepemc hatten Eigenheiten von Menschen und von Tieren zugleich und hießen s-chip-tack-wi-ta, was man mit Tiervolk übersetzen könnte. Sie hatten besondere Kräfte und wurden als transformers, als Verwandler betrachtet. Diese transformer wurden von Old One ausgeschickt, das Land der Secwepemc vorzubereiten. Zu ihrem wichtigsten Lehrer wurde der transformer Coyote, der auch menschentötende Monster verwandelte. An Coyote erinnern Steinsäulen, die „coyote rocks“ genannt werden.
Traditionell lebten die „Secwepemc (Shuswap)“ entlang von Flussläufen und Seen, die ihnen als Wasserstraßen für den Handel, Transport und das Reisen dienten. Die halbnomadischen Hausgruppen (bestehend aus mehreren Kleinfamilien) waren spezialisierte Jäger und Fischer sowie Sammler, die vor allem mehrere bestimmte, lokal häufig vorkommende Arten (hier verschiedene Lachs- und Forellenarten) als Nahrungsgrundlage nutzten und dadurch größere Gruppen ernähren und organisieren konnten (als nomadische unspezialisierte Jäger und Sammler) und dies ihnen auch längere Zeiten der Sesshaftigkeit ermöglichte. Die „Secwepemc (Shuswap)“ wechselten während des Jahreslaufs zwischen festen großen Winterdörfern und saisonalen mobilen Sommerdörfen oder Camps. Auf Grund jährlich immer wiederkehrender Jagd-, Fisch- und Sammelzyklen in einem bestimmten Gebiet etablierten die einzelnen Hausgruppen durch Tradition und Gewohnheit eigene Jagd-, Fisch- und Sammelrechte in einem bestimmten Territorium; da die Grenzen der Territorien benachbarter Hausgruppen sich teilweise überlappten, waren oftmals benachbarte Hausgruppen familiär miteinander verwandt, so dass in Zeiten von Hungersnöten (manche Jahre fand keine Lachswanderung statt), Seuchen oder kriegerischen Konflikten, sich diese untereinander verwandte Hausgruppen gegenseitig unterstützten bzw. einer Hausgruppe das Recht gewährte, ebenfalls das Territorium der anderen Hausgruppe in Notzeiten zu nutzen.
Im Frühjahr und Sommer unterteilten sich die Hausgruppen in mehrere Kleinfamilien, die saisonal getrennt voneinander auf Nahrungssuche gingen, daher bestanden im Sommer manche Gruppen aus Kleinfamilien verschiedener Hausgruppen, die sich manchmal zu religiösen Anlässen trafen oder zu gemeinsamen Jagdzügen. In der warmen Jahreszeit lebten die Gruppen in leicht zu transportierenden Tipi-ähnlichen Zelten (sts'elcwéllcw genannt), wobei zum Abdecken der Zelte die südlichen Hausgruppen gewebte Tule-Matten (Art: Schoenoplectus acutus) bzw. Rohrkolben und deren Blätter (Art: Typha latifolia; ähnlich einem Reetdach) nutzten, die nördlichen Hausgruppen jedoch Baumrinde oder Matten aus breiten Holzfaserstreifen des Riesen-Lebensbaums (Art: Thuja plicata; Western Red Cedar genannt) sowie der Küsten-Kiefer (Art: Pinus contorta) und der Fichten (Art: Picea). Nach dem Kontakt mit europäischen Siedlern nutzten die „Secwepemc (Shuswap)“ statt der Binsenmatten Segeltuch zum Decken der Zelte.
Im Winter organisierten sich die einzelnen Kleinfamilien wieder als Hausgruppen und bewohnten oftmals mehrere Jahre aufeinander ortsfeste Wintersiedlungen bestehend aus mehreren Winterhäusern (c7es7ístkten̓ - „im Winter“ genannt), im Englischen als pit houses bekannt. Dies waren hölzerne kreisförmige bzw. schüsselförmige Grubenhäuser, die in den Boden eingetieft waren, und die man binnen eines Tages aufrichten konnte. Da man im Fluss angeschwemmte Stämme bevorzugte, konnte es bis zu fünf Jahre dauern, bis genügend Holz für ein Haus beisammen war. Die Stämme wurden mit Sehnen und Fellstreifen verbunden. Vier miteinander verbundene Stämme trugen das kreisförmige Dach, dessen Hölzer bis zum Boden reichten. Die Dachisolierung erfolgte durch Holzfasern der Western Red Cedar und Grassoden, wobei dies auch der Tarnung dienen konnte.
Das Haus bot für Frauen und Männer separate Eingänge. Der der Frauen war niedrig und blickte zum Wasser. Hingegen betraten die Männer das Haus über das Dach und in einen Stamm geschnitzte Treppenstufen von oben. Die aus dem Dach herausragende Leiter wies ostwärts, Richtung Sonnenaufgang. Die Bettstatt bestand aus weichen Zweigen und Matten, dabei schlief man unter Fellen und Pelzen. Gekocht wurde im Haus. Dazu wurde außerhalb des Hauses Lava erhitzt und dann mittels Y-förmiger Stöcke ins Haus geholt und in eine Grube mit Wasser gelegt.
Die Frauen der „Secwepemc (Shuswap)“ waren äußerst geschickte Korbmacher und fertigten kunstvoll aus den Fasern des Riesen-Lebensbaums (Western Red Cedar)s, der Fichte- und Birke verschiedene Korbwaren, die verschiedenen Zwecken dienten; dem Transport und Lagern von Lasten oder Material, mit Pech wasserdicht gemachte Körbe und Schalen dienten als Trinkgefäße. In bestimmten Körben aus Western Red Cedar-Holzfasern konnte sogar gekocht werden. Fasern der Vogel-Kirsche dienten der Verzierung. Der Verzierung dienten ebenfalls bemalte Perlen (tsususu7t) aus Stein, Knochen und Geweih. Die Farben wurden in Mörsern zermahlen, ähnlich wie Pigmente oder Tabak zerkleinert wurden.
Dabei spielte die Jagd eine große Rolle, bei der Pfeil und Bogen die Hauptwaffe waren. Kratzer und Pfeilspitzen wurden aus Basalt hergestellt, die mittels Hirschsehnen befestigt wurden. Dann wurden sie mit Pech verklebt. Die Pfeile selbst bestanden aus harten Zweigen der Nootka Rose (Art: Rosa nutkana) oder dem Strauch der Erlenblättrige Felsenbirne (Art: Amelanchier alnifolia; im Englischen Saskatoon Berry genannt). Auch hölzerne, T-förmige Grabstöcke und Keulen sind erhalten; Letztere dienten sowohl der Jagd als auch dem Krieg. Geweih und Knochen wurden eher zu Angelhaken und Speerspitzen verarbeitet. Auch große Fischwehre wurden eingesetzt, an denen die Fische, die das Hindernis zu überwinden suchten, mit Speeren und Netzen leicht gefangen werden konnten. Zur Konservierung wurde der Fisch entweder auf entsprechenden Stangengerüsten getrocknet oder geräuchert.
Schwitzhütten (Sqilye) wurden aus Weidenstöcken gebaut, manche dieser runden Gebäude wurden auch mit Erde bedeckt. Auf dem Boden wurden junge Fichtenzweige verteilt. In einer Vertiefung in der Mitte wurde heißes Vulkangestein abgelegt und mit Zweigen abgedeckt. Kübel mit Wasser förderten das Schwitzen und dienten der rituellen Reinigung, die nach dem Schwitzen im nächsten Bach erfolgte. Während des Schwitzens sollte zu Swalu's gebetet werden, einem eigenen Geist für diese Zeremonie. Diese sollte von Schmerz befreien, ein gesundes, langes Leben sowie Weisheit, Reichtum und Glück bei Jagd, Spiel und Krieg bringen.
Neben anderen Spielen pflegten die Secwepemc Lacrosse, das bei ihnen steqwmeke7uwi heißt.
Für die „Secwepemc (Shuswap)“ begann das Jahr nicht im Januar, sondern im Spätherbst:
- November (Pellc7éll7úllcwten – „Monat, in dem man die Winterhäuser bezieht“)
- Dezember (Pellctíteq̓em – „Monat des Übergangs und der ersten richtigen Kälte“)
- Januar (Pellkwét̓min – „Monat des Nähens und Gerbens [des Leders]“)
- Februar (Pesqépts – „Monat des Chinook-Winds“)
- März  (Pesxúxem – „Monat, des Auftauens und Schmelzens [des Wassers und Schnees]“)
- April (Pelltsek̓úlecwten – „Monat, fürs Graben nach essbaren Wurzeln und mit längerem Tageslicht“)
- Mai (Pellcwéw̓lemten – „Monat des Fischens im See“)
- Juni (Pesxqéltemc – „Monat, in dem man in höhere Gebirgsregionen zieht [wegen der Hitze im Tal]“)
- Juli (Pestémllik – „Monat, in dem alles wächst und reift“)
- August (Pellt̓éxelcten – „Monat, in dem der Lachs [den Fluss] herauf kommt“)
- September (Pellctsíkenten – „Monat, in dem man Lebensmittelvorratslager anlegt“)
- Oktober (Pesllwélsten – „Herbst Monat“)

### Verhältnis zu benachbarten First Nations
Die Secwepemc hatten viele indigene Völker als Nachbarn, zu denen ihr Verhältnis oft von Spannungen und gegenseitigen Raub- und Vergeltungszügen geprägt war – im Norden lebten die Sekani, im Nordwesten die Dakelh (früher ‘Carrier’), im Westen die Tsilhqot'in (früher ‘Chilcotin’), im Südwesten die St'at'imc (früher ‘Lillooet’) und Nlaka'pamux (früher ‘Thompson’), die Okanagan im Süden, die Ktunaxa (auch ‘Kutenai’) im Südosten, die Stoney im Osten sowie die Plains Cree im Nordosten und Osten.
Die Secwepemc bekämpften die Okanagan, St'at'imc und Nlaka'pamux im Süden und Westen und führten in Allianz mit den Dakelh gegen die Tsilhqot'in Krieg – meist wurde in diesen Konflikten über Fisch- und Jagdgründe gestritten. Die Secwepemc kämpften aber auch, um den Tod eines Stammesangehörigen zu rächen, der entweder bei einem feindlichen Überfall ums Leben gekommen oder im Kampf gefallen war. Bei diesen Auseinandersetzungen wurden gewöhnlich die unterlegenen Feinde als Sklaven heimgeführt – doch konnten diese vollwertige Mitglieder der Gruppe werden, wenn sie in eine Secwepemc-Familie einheirateten.
Die jeweils benachbarten Hausgruppen der Secwepemc schlossen sich oft gegen ihre Feinde zusammen, um sich den Erfolg im Krieg zu sichern – hierbei konnten sie auf existierende verwandtschaftliche Bande durch Heiraten zwischen den einzelnen Familien benachbarter Dörfer (aber verschiedener Hausgruppen) zurückgreifen, um Hilfe in der Verteidigung gegen Feinde oder um Unterstützung in einem Vergeltungszug zu bekommen.
So schlossen sich z. B. die Kamloops (Tk’emlúps) Indian Band und Bonaparte Indian Band gegen die Okanagan zusammen, die Gruppen entlang des Fraser und North Thompson River (Alkali Lake, Dog Creek, Empire Valley, Soda Creek, Simpcw First Nation u. a.) bekämpften zusammen die Cree und Nlaka'pamux. Zudem wurden die Fraser und North Thompson River im Kampf gegen die Sekani von den Kamloops (Tk’emlúps) Indian Band unterstützt. Die Xatśūll waren dafür bekannt, dass sie mit den benachbarten Tsilhqot'in sowohl feierten als auch Krieg führten, stets aber wachsam und vorsichtig gegenüber den Cree agierten. Zudem pflegten sie gute Kontakte zu den Südlichen Dakelh, die die Secwepemc als Atnah („Jene, die unter der Erde wohnen bezeichneten“). Heiraten zwischen benachbarten Hausgruppen oder auch First Nations stellte eine bedeutende Überlebensstrategie der Secwepemc dar, da das Ausbleiben des jährlichen Lachs zu Hunger oder erzwungener Abwanderung führen konnte, und man, vertrauend auf die etablierten familiären Bande, Jagd- und Fischgründe teilen konnte.
So wurde Anfang des 19. Jahrhunderts eine kulturell-politisch als auch militärisch mächtige Stammes-Allianz mehrerer vormals unabhängiger (und zumeist feindlicher) indigener Gruppen durch die Initiative von Kwa’lila, dem Häuptling der militärisch mächtigsten „Secwepemc (Shuswap)“ Hausgruppe – der „Tk’emlúps (Kamloops) Band“ – sowie einiger familiär verbündeter Nlaka'pamux-Gruppen gebildet: „Kwa’lila“ lud seinen Bruder Pelka’mulox (in Spokane: „Rolls-Over-The-Earth“), den Oberhäuptling der Okanagan (Syilx) ein, mit einigen Okanagan (Syilx)-Gruppen (heutige Spaxomin/Spa7omin - „Douglas Lake Volk“) westwärts in das sog. „Nicola Country“ rund um das heutige Merritt entlang des Nicola River, eines Nebenflusses des Thompson River, an den Nicola Lake („Quilchena“), Douglas Lake („Spaxomin“) und Stump Lake (einstigen Gebieten der „Secwepemc (Shuswap)“) zu ziehen, weitere Okanagan (Syilx)-Gruppen zogen bis an die Ufer des Similkameen River, der nun ihre Grenze im Westen und Südwesten bildete. Zuvor waren bereits mehrere Bands der „Scw’exmx“ („Volk entlang der Bachläufe, d. h. des Nicola River“), einer mächtigen Dialekt- und Stammesuntergruppe der Nlaka'pamux, ins Nicola River Valley gezogen. Die ursprünglichen Bewohner des Nicola und Similkameen River Valley jedoch waren die Athapaskisch-sprachigen „Nicola Valley/Thompson River Athapasken“ (daher auch als „Nicola-Similkameen“ bekannt), die jedoch heute meist unter ihrer Scw’exmxcin-Bezeichnung als Stu’wix („Fremde“) der einst feindlichen Nlaka’pamux bekannt sind; „Scw’exmx“ und „Spaxomin/Spa7omin“ dominierten bald kulturell, sprachlich sowie politisch, so dass die „Nicola Valley/Thompson River Athapasken“ heute keine eigene Identität mehr haben und ihre Sprache ausgestorben ist. Es gibt jedoch Familien unter den Scw’exmx-Nlaka’pamux der Lower Nicola Indian Band und unter den Spaxomin-Okanagan der Upper Nicola First Nation, die ihre Abstammung auf die Stu’wix zurückführen. Diese Allianz von verbündeten Stämmen wurde allgemein von den Weißen meist als Nicola Völker oder Nicolas bezeichnet, namensgebend war der historisch bedeutendste Häuptling dieser Allianz – der seinem Vater Pelka’mulox sowohl als Okanagan-Oberhäuptling als auch als Häuptling der verbündeten Okanagan-Nlaka’pamux-Stu’wix im Nicola Valley nachfolgende Nicola (1780/1785 – ~1865, auch Nkwala oder N’kwala, auch unter dem Spokane-Namen: Hwistesmetxe’qen – „Schreitender Grizzly“ bekannt), der zudem nach dem Tod seines Onkels Kwa’lila auch die Führung der „Tk’emlúps (Kamloops) Band“ der „Secwepemc (Shuswap)“ übernahm: Nicola (Nkwala) konnte sich erfolgreich gegen feindliche Stämme erwehren und hatte genügend Prestige und Autorität um sich politisch gegen die Kriegspartei innerhalb der Stammes-Allianz durchzusetzen (während des Fraser-Canyon-Goldrauschs hatten sich bei Lytton die Häuptlinge der verbündeten Nlaka'pamux, „Secwepemc (Shuswap)“ und Okanagan (Syilx) versammelt und die Nlaka'pamux-Kriegsführer versucht die Stämme zum Eintritt in den Fraser-Canyon-Krieg von 1858 zu überzeugen), so dass größeres Blutvergießen unter den Stämmen sowie den Weißen vermieden werden konnte. Heute wird die einstige Stammesallianz durch das Nicola Tribal Association (NTA) vertreten.
Traditionell waren die „Secwepemc (Shuswap)“ (wie übrigens die benachbarten Plateau-Stämme auch) stark in das Handelsnetzwerk zwischen den Stämmen der Nordwestküste über das Columbia-Plateau bis hin zu den Stämmen der Nordwestlichen und Nördlichen Plains eingebunden.
So traten die Mitglieder der High Bar First Nation (oder ‘Canyon Shuswap’) als Zwischenhändler für andere Secwepemc-Gruppen und den Tsilhqot'in auf, kauften von beiden Gruppen die jeweiligen Güter und veräußerten diese mit Profit weiter. Die Xat'sull First Nation handelte mit den Dakelh, während die Gruppen der Simpcw First Nation, Shuswap Indian Band sowie Tk’emlúps Indian Band Handelskontakte mit den Plains Cree, Stoney, Ktunaxa und irokesischen Händlern pflegten. Die Simpcw, Shuswap, Tk’emlúps sowie die Adams Lake, Little Shuswap und Neskonlith Indian Band handelten größtenteils mit den St'at'imc (früher ‘Lillooet’) und Nlaka'pamux (früher ‘Thompson’) im Südwesten.
Durch Handel mit den verschiedenen First Nations erwarben die Secwepemc die begehrten Schneckenhäuser oder Muschelschalen (Molluskengelder) aus Dentalium-Muscheln, gewebte Ziegenhaardecken und Gürtel, Schneeschuhe, Kleidung aus Tierfellen, Büffelroben, Wampum, Wurzeln, Rinden und Körbe. Sie selber hatten getrockneten Lachs, Lachsöl, Körbe, Naturfarben, Hirschfelle, Muscheln und Säcke aus Rohleder im Tausch anzubieten.
Handel war daher ein wichtiger Bestandteil ihrer Kultur – schon vor der ersten Errichtung von Handelsposten in ihrem Territorium durch die North West Company und später der Hudson’s Bay Company. Wie bereits dargelegt, unterhielten die Secwepemc einen florierenden Handel mit den Küsten-Salish sowie anderen First Nations entlang der Nordwestküste – hierdurch gelangten sie schon vor dem ersten Auftauchen der Europäer in ihrem Gebiet an metallene Werkzeuge und Handelsgüter.

### Pockenepidemien, Einbruch der Bevölkerungszahlen
Vor dem ersten Kontakt mit den Europäern und deren Krankheiten (Pocken, Influenza, Masern) hatten die Secwepemc wahrscheinlich eine Population von über 21.000. Nachdem sie durch die europäischen Seuchen geschwächt sowie durch größere intertribale Konflikte (ausgelöst durch den Pelzhandel) dezimiert waren, schätzte man 1850 die Anzahl der ca. 30 Secwepemc Stammesgruppen auf nur noch 7.200 Personen. In der zweiten Hälfte des 19. Jahrhunderts verloren die verschiedenen Gruppen, besonders durch die schwere Pockenepidemie von 1862, nochmals so viele Stammesangehörige, so dass manche Gruppen sich größeren anschließen mussten, so dass im Jahre 1903 nur noch die heutigen 17 Secwepemc Hausgruppen übrig waren. Heute zählen sich wieder über 7.000 Personen zu den Secwepemc.

### Schutz der natürlichen Ressourcen und der Kulturrelikte (ab 1982)
1982 einigten sich die 17 Hausgruppen der Secwepemc auf eine Deklaration, in der sie die Erhaltung, Erfassung, Fortsetzung und Erweiterung ihrer Kultur als Ziel setzten. 1983 wurde dazu die Secwepemc Cultural Education Society (SCES) gegründet. Sie sollte für den Bau eines Kulturzentrums sorgen, in dem auch ein Museum vorgesehen war. Außerdem sollte sie für Curricula, die Bereitstellung rechtlich relevanter Unterlagen, sowie die Zusammenfassung kulturell und historisch wichtiger Artefakte sorgen. Für diese komplexen Aufgaben wurden Abteilungen gegründet, die sich um Bildung, Sprache, Kommunikation und Veröffentlichungen, Ausbildung, sowie um Museum und Heritage Park kümmerten. So entstand das Chief Louis Centre im Kamloops Indian reserve.
1991 veröffentlichte die Shuswap Environmental Action Society einen mit Satellitenbildern untermauerten Sustainable Stewardship Plan, einen Plan, der dauerhaften Schutz für eine Reihe von Gebieten innerhalb des traditionellen Stammesgebiets beinhaltete. Bis 2001 wollte die Gesellschaft Schutzgebiete im 708.500 ha großen Salmon Arm Forest, einem Waldgebiet durchsetzen. Dabei wurde sie von lokalen Bewohnern und dem World Wildlife Fund unterstützt. 2001 stimmte die Regierung von British Columbia dem Okanagan Shuswap Land-Use Plan zu, der 49 neue Schutzgebiete schuf, darunter 11 Parks und 6 Parkerweiterungen.
Zu den 16 neuen Schutzgebieten gehört der Anstey Hunakwa Provincial Park (6.852 ha), wobei der See einer der wenigen, wenn nicht der einzige mittelgroße, nicht sehr hoch gelegene See im Hinterland von British Columbia ist, der nicht durch eine Straße „erschlossen“ ist. Außerdem gab es fast keinen Holzeinschlag, so dass hier noch Urwälder zu finden sind. Der neue Park verbindet den Anstey Arm mit dem Seymour Arm des Shuswap Lakes und schließt auch den Wright Lake ein.
Der Versuch eines Holzunternehmens ohne großes Aufhebens im Upper Seymour River Valley Bäume zu fällen, scheiterte am Hinweis eines der Beschäftigten. Bei einem Besuch der Gegend fanden sich überraschend große Bäume, manche mit einem Durchmesser von über 4 m. Zudem ist der Wald ein wichtiges Rückzugsgebiet des Berg-Karibus, zugleich einer der wenigen verbliebenen Regenwälder des Hinterlands.
Ebenfalls unter Schutz wurde Pukeashun, ein Gebiet von 1.571 ha gestellt, ca. 15 km östlich von Albas am Shuswap Lake. Dazu gehört auch der Grizzly Lake sowie ein kleines Gebiet am Scotch Creek. Dort leben Grizzlys und Berg-Karibus, dazu kommt eine seltene Forellenart (bull trout). Ebenfalls von geringerer Größe ist das Schutzgebiet Enderby Cliffs, das 2.364 ha umfasst. Es liegt oberhalb von Enderby.
Zu diesen neuen, erst durch Satellitenaufnahmen entdeckten Gebieten, kommen Erweiterungen, wie die Cinnemousin Narrows Addition (270 ha), die die Fläche eines kleinen, eher als Erholungsgebiet anzusprechenden Parks (seit 1959) um hoch bewertete Schutzgebiete verdreifacht. Ein 1972 unter Schutz gestelltes Gebiet wurde durch die Mount Griffin Ecological Reserve Addition (1.566 ha) erweitert. Dazu kommen Kingfisher Creek Ecological Reserve Addition (414 ha), die die gleichnamige Ecological Reserve (ein Schutzgebiet für Arten und ein Forschungsgebiet) von 1.441 ha erweitert. Auch hier steht der Schutz kleiner Urwaldgebiete im Vordergrund. Hingegen schützt der Eagle River (508 ha) die Uferzonen des namengebenden Flusses, ebenso wie der Englishman River (446 ha), der den Einlauf eines Baches in den Eagle River östlich des Three-Valley Gap nahe Victor Lake schützt.
Hingegen schützt die Mara Meadows Ecological Reserve Addition (207 ha) eine seltene Form der Bergwiesen und ein Rückzugsgebiet der Grizzlybären. Ohne Erlaubnis ist hier der Zutritt verboten. Die Ergänzung schafft eine bewaldete Pufferzone für das empfindliche Schutzgebiet. Ein steinernes Erosionsmonument schützt das nur 3 ha große Pillar genannte Gebiet.
Ganz anders die Shuswap River Islands, die zusammen 187 ha umfassen, wo auf den Inseln seltene Habitate geschützt werden.
Kleinere Erweiterungen, wie die Shuswap Lake Marine Park Additions, wozu auch Bughouse Bay Site (43 ha) gehört, sowie der Upper Perry River (164 ha), der Upper Violet Creek (107 ha), die White Lake Park Additions (255 ha) und die Yard Creek Provincial Park Additions (116 ha) nahe dem Trans-Canada Highway bei Malakwa, ergänzen das Gebiet, doch Letzteres möchte Parks Canada aus Kostengründen wieder aufgeben.
Höchsten Schutz genießen der Momich Lake Park (1650 ha), zu dem drei Seen und ein lachsreicher Fluss gehören. Hier befinden sich zahlreiche Culturally Modified Trees, einschließlich Malereien (pictographs), die die Anwesenheit der Shuswap dokumentieren. Das Gebiet ist über Vavenby, die Adams Lake Road oder vom Seymour Arm am Shuswap Lake über den Humamilt Lake zu erreichen.
Eher aus ökologischen Gründen ist wiederum der Upper Adams River (5.160 ha) geschützt. Er befindet sich am Nordufer des Adams Lakes, dazu auf 65 km Flussaue, die es in dieser Form im Hinterland nirgendwo mehr gibt.
Das Erholungsgebiet Adams Lake wurde 1996 zum Provincial Park erhoben (56 ha). Der gleichen Nutzung sind die Adams Lake Marine Parks, wozu auch der Spillman Beach (139 ha) und Popular Point (32 ha) gehören. Der Oregano Creek, ein Gebiet von rund 200 ha, ist zwar bedingt geschützt, aber gehört noch nicht zu den Parks.
Dem Stamm gehört das Unternehmen Kinbasket Development Corporation (KDC), das Wirtschaftsförderung betreibt und ausbildet.
Wayne M. Christian, mit Secwepemc und Okanagan-Wurzeln, ist im April 2009 wieder im Amt des Kukpi7 (Häuptlings) der Splats'in First Nation (Spallumcheen Indian Band) bestätigt worden (zuvor war er schon 1979–1987 Kukpi7), er ist außerdem Vorsitzender des Shuswap Nation Tribal Council und daher Sprecher für 10 der insgesamt 17 Hausgruppen der Secwepemc.